# Dios y Golem S.A.
Dios y Golem S.A. es el título de un ensayo escrito en 1964 por Norbert Wiener, que en él expresa sus teorías sobre el aprendizaje de las máquinas, su reproducción y el lugar que ocupan en la sociedad, en un trasfondo con referencias religiosas. El título resume la confrontación entre estos puntos de vista: el religioso-político y el económico-tecnológico (véase dualismo).
A lo largo del libro Wiener menciona sus preocupaciones sobre la relación del hombre con la tecnología, los límites de las máquinas en juegos con reglas establecidas como el ajedrez, el darwinismo, el marxismo y la Guerra Fría y realiza una crítica de la economía como ciencia.
En la conclusión del libro traslada la carga de la ética a la política y la aleja de la religión.